# Liste der Monuments historiques in Montmirail (Marne)
Die Liste der Monuments historiques in Montmirail führt die Monuments historiques in der französischen Gemeinde Montmirail auf.

## Liste der Immobilien
| Bezeichnung                                               | Beschreibung                                                                                           | Standort                                  | Kennzeichnung | Schutzstatus | Datum | Bild           |
| --------------------------------------------------------- | --- | ----------------------------------------- | ------------- | ------------ | ----- | -------------- |
| Siegessäule zur Erinnerung an die Schlacht bei Montmirail | 1866/67 errichtet; auch auf der Gemarkung von Marchais-en-Brie                                         | Montcoupot, westlich des Ortes (Lage)     | PA51000022    | Inscrit      | 2012  | weitere Bilder |
| Château de Montmirail                                     | aus dem 17. Jahrhundert                                                                                | Montmirail, place Rémy-Petit (Lage)       | PA00078745    | Inscrit      | 1928  | weitere Bilder |
| Dolmen du Trou-du-Boeuf                                   | jungsteinzeitlich                                                                                      | Montcoupot, östlich des Ortes (Lage)      | PA00078746    | Classé       | 1925  |                |
| Château de l’Échelle-le-Franc                             | Corps de logis, Mitte des 16. Jahrhunderts; Wirtschaftsgebäude und Taubenturm, 17. bis 19. Jahrhundert | L’Échelle-le-Franc, rue du Château (Lage) | PA51000011    | Inscrit      | 2003  |                |

## Liste der Objekte
| Bezeichnung                                                                                            | Beschreibung                                                                            | Standort                                                              | Kennzeichnung | Schutzstatus | Datum | Bild |
| --- | --------------------------------------------------------------------------------------- | --------------------------------------------------------------------- | ------------- | ------------ | ----- | ---- |
| Skulptur Madonna mit Kind (1)                                                                          | Stein, 16. Jahrhundert                                                                  | Courbetaux, in der Kirche St-Georges (Lage)                           | PM51000330    | Classé       | 1908  |      |
| Taufbecken (1)                                                                                         | Stein, 18. Jahrhundert                                                                  | Maclaunay, in der Kirche St-Laurent (Lage)                            | PM51003280    | Inscrit      | 1990  |      |
| Orgel                                                                                                  | Haupteintrag für PM51000574                                                             | Montmirail, in der Kirche St-Étienne (Lage)                           | PM51001760    | Classé       | 1984  |      |
| Instrumentalteil der Orgel                                                                             | um 1830 von Martin Wetzel gebaut                                                        | Montmirail, in der Kirche St-Étienne (Lage)                           | PM51000574    | Classé       | 1984  |      |
| Beichtstuhl                                                                                            | Holz, 18. Jahrhundert                                                                   | Montmirail, in der Kirche St-Étienne (Lage)                           | PM51003106    | Inscrit      | 1980  |      |
| Skulptur Heiliger Laurentius                                                                           | Stein, 15. Jahrhundert                                                                  | Maclaunay, in der Kirche St-Laurent (Lage)                            | PM51002880    | Inscrit      | 1978  |      |
| Skulptur Heiliger Symphorianus                                                                         | Stein, 15. Jahrhundert                                                                  | L’Échelle-le-Franc, in der Kirche St-Timothée-et-St-Symphorien (Lage) | PM51002837    | Inscrit      | 1978  |      |
| Pietà (1)                                                                                              | Holz, farbig gefasst, 17. Jahrhundert                                                   | Montmirail, in der Kirche St-Étienne (Lage)                           | PM51000575    | Classé       | 1973  |      |
| Kanzel                                                                                                 | Holz, 18. Jahrhundert                                                                   | Maclaunay, in der Kirche St-Laurent (Lage)                            | PM51002879    | Inscrit      | 1978  |      |
| Skulptur Heiliger Timotheus                                                                            | Stein, 15. Jahrhundert                                                                  | L’Échelle-le-Franc, in der Kirche St-Timothée-et-St-Symphorien (Lage) | PM51002838    | Inscrit      | 1978  |      |
| Kirchenfenster                                                                                         | aus dem 16. Jahrhundert                                                                 | L’Échelle-le-Franc, in der Kirche St-Timothée-et-St-Symphorien (Lage) | PM51002839    | Inscrit      | 1978  |      |
| Seitenaltar                                                                                            | Altartisch und Retabel; Holz, 18. Jahrhundert                                           | L’Échelle-le-Franc, in der Kirche St-Timothée-et-St-Symphorien (Lage) | PM51002842    | Inscrit      | 1978  |      |
| Zwei Gemälde: Porträts von Ludwig XVIII. und von Karl X.                                               | Ölfarbe auf Leinwand, Holzrahmen, 19. Jahrhundert                                       | Montmirail, in der Mairie (Lage)                                      | PM51003392    | Inscrit      | 1998  |      |
| Taufbecken (2)                                                                                         | Marmor, 18. Jahrhundert                                                                 | L’Échelle-le-Franc, in der Kirche St-Timothée-et-St-Symphorien (Lage) | PM51002843    | Inscrit      | 1978  |      |
| Skulpturengruppe Mantelteilung des heiligen Martin                                                     | Stein, farbig gefasst, 16. Jahrhundert                                                  | Montmirail, in der Kirche St-Étienne (Lage)                           | PM51000571    | Classé       | 1908  |      |
| Kanzel des heiligen Vinzenz von Paul                                                                   | Holz, 17. Jahrhundert                                                                   | Montmirail, in der Kirche St-Étienne (Lage)                           | PM51000572    | Classé       | 1908  |      |
| Grabstein für die Herzen von Jean-François-Michel Le Tellier de Louvois und Michel-François Le Tellier | Marmor, vergoldet, bezeichnet 1706 und 1721                                             | Montmirail, in der Kirche St-Étienne (Lage)                           | PM51000573    | Classé       | 1908  |      |
| Glocke                                                                                                 | Bronze, gegossen 1534                                                                   | Maclaunay, in der Kirche St-Laurent (Lage)                            | PM51001298    | Classé       | 1990  |      |
| Pietà (2)                                                                                              | Holz, farbig gefasst, 16. Jahrhundert                                                   | Montmirail, in der Kirche St-Étienne (Lage)                           | PM51003744    | Inscrit      | 1974  |      |
| Kirchenvorsteherbank                                                                                   | Holz, 18. Jahrhundert                                                                   | Montmirail, in der Kirche St-Étienne (Lage)                           | PM51003105    | Inscrit      | 1980  |      |
| Hauptaltar (1)                                                                                         | Atartisch und Tabernakel; Holz, 18. Jahrhundert                                         | L’Échelle-le-Franc, in der Kirche St-Timothée-et-St-Symphorien (Lage) | PM51002841    | Inscrit      | 1978  |      |
| Glocke (2)                                                                                             | Bronze, 1603 gegossen                                                                   | Montmirail, in der Mairie (Lage)                                      | PM51000576    | Classé       | 1990  |      |
| Skulptur Madonna mit Kind (2)                                                                          | Holz, farbig gefasst, Mitte des 15. Jahrhunderts; in Montmirail in der Mairie deponiert | Maclaunay, in der Kirche St-Laurent (Lage)                            | PM51001527    | Classé       | 1995  |      |
| Skulptur Heiliger Georg                                                                                | Stein, 16. Jahrhundert                                                                  | Courbetaux, in der Kirche St-Georges (Lage)                           | PM51003655    | Inscrit      | 1996  |      |
| Hauptaltar (2)                                                                                         | Altartisch und tabernakel; Stein, Holz, 18. Jahrhundert                                 | Maclaunay, in der Kirche St-Laurent (Lage)                            | PM51002878    | Inscrit      | 1978  |      |
| Wandvertäfelung des Chorraums                                                                          | Holz, 18. Jahrhundert                                                                   | L’Échelle-le-Franc, in der Kirche St-Timothée-et-St-Symphorien (Lage) | PM51002840    | Inscrit      | 1978  |      |
| Sessel                                                                                                 | Holz, 18. Jahrhundert                                                                   | L’Échelle-le-Franc, in der Kirche St-Timothée-et-St-Symphorien (Lage) | PM51002844    | Inscrit      | 1978  |      |